# رودریگو بلدیساو دا کوستا

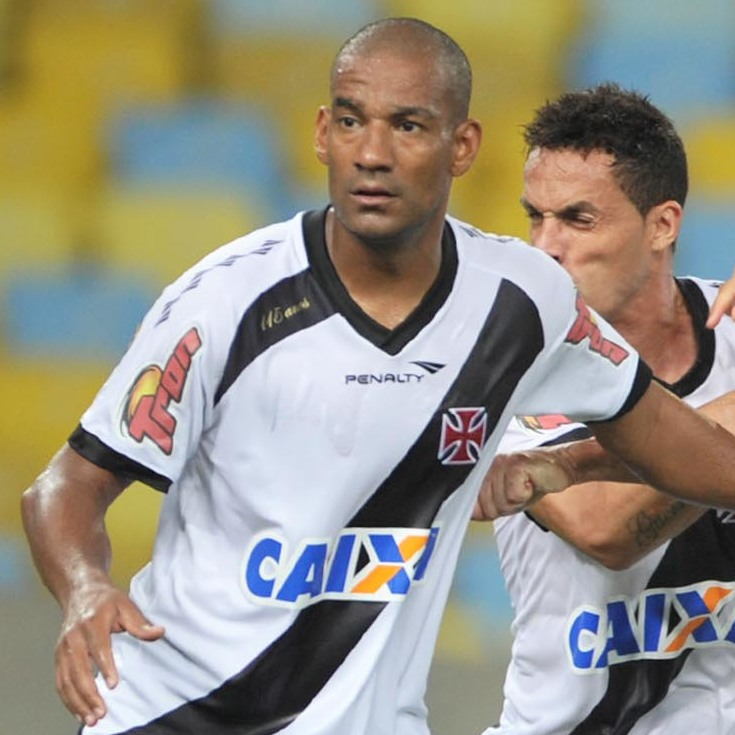
رودریگو بلدیساو دا کوستا

رودریگو بلدیساو دا کوستا (به پرتغالی: Rodrigo Baldasso da Costa) مدافع اهل برزیل است که در شهر Lençóis Paulista و در تاریخ ۲۷ اوت ۱۹۸۰ به دنیا آمده‌است.
رودریگو بلدیساو دا کوستا در تیم‌های فوتبال Ponte Preta سابقهٔ حضور دارد.